# Aclis striata
Aclis striata är en snäckart som beskrevs av Addison Emery Verrill 1880. Aclis striata ingår i släktet Aclis och familjen Aclididae. Inga underarter finns listade i Catalogue of Life.